# Todimopsis kuscheli
Todimopsis kuscheli es una especie de coleóptero de la familia Zopheridae.

## Distribución geográfica
Habita en Nueva Caledonia.